# Irod Antipa

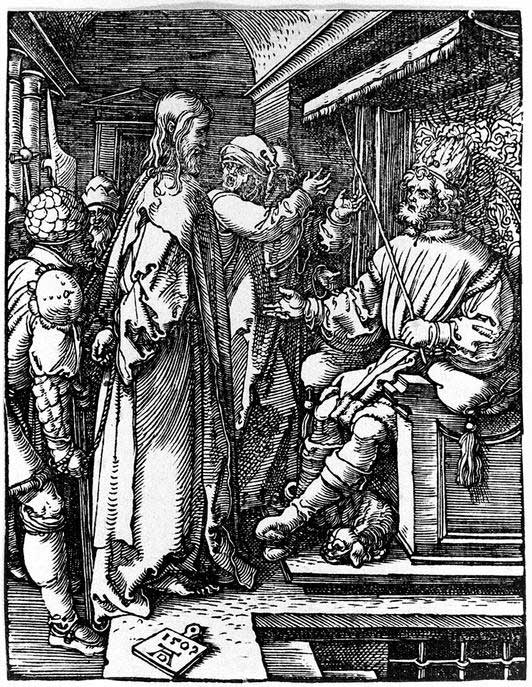
Iisus în fața lui Irod Antipa, gravură de Albrecht Dürer, 1509

Irod Antipa (n. 21 î.Hr. - d. 39 d.Hr.) a fost fiul regelui Irod cel Mare și tetrarh al unei părți din fostul regat irodian (Galileea și Pereia) între anii 4 î.Hr.-39 d.Hr. El a divorțat de prima sa soție, fiica lui Aretas al IV-lea, fapt ce a grăbit un conflict armat cu acesta, conflict pe care Irod avea să-l piardă. Apoi s-a căsătorit cu cumnata sa, Irodiada (soția fratelui vitreg Philippus și mama Salomeei), fapt neconform religiei mozaice, pentru care a fost aspru criticat public de către Ioan Botezătorul. L-a arestat și ucis prin decapitare pe Ioan Botezătorul în cetatea Machaerus din Pereia (fosta provincie Pereia se află astăzi în Iordania), pe malul estic al Mării Moarte. 
În timpul procesului lui Isus, Irod Antipa nu și-a asumat responsabilitatea judecării lui Iisus la Ierusalim (unde se găsea cu ocazia sărbătorii anuale evreiești Pessah), ci l-a retrimis înapoi procuratorului roman Pilat din Pont. 
După decesul protectorului său (împăratul Tiberius, 14-37 d.Hr.), a început declinul politic al lui Irod Antipa. A murit în anul 39 d.Hr., după ce fusese exilat în provincia Galia (în Franța de astăzi).
A construit pe malul lacului Ghenizaret orașul Tiberias (în onoarea împăratului Tiberius), capitala regiunilor guvernate de către el. 
Este amintit în evanghelii tot sub numele simplificat de „Irod” (a nu se confunda cu ceilalți 2 „Irozi” amintiți în evanghelii: Irod cel Mare și Irod Agrippa).